# Марни, Хелен
Хелен Марни (англ. Helen Marnie; род. 21 февраля 1978, Глазго, Шотландия) — шотландская певица, известная как одна из вокалисток и клавишниц, а также как одна из авторов песен группы Ladytron.

## Биография
Хелен Марни родилась в Глазго, Шотландия, и выросла в том же городе. Она является классическим пианистом. Марни изучала классическое фортепиано в Королевской шотландской академии музыки и драмы в Глазго. Она ушла из университета в Глазго, прежде чем продолжить учиться музыке в Ливерпульском университете, где в 1999 году она получила степень бакалавра поп-музыки.
Летом 1999 года продюсеры и ди-джеи Liverpudlian Даниэль Хант и Рубен Ву познакомились со студентками Хелен Марни (через различные диджейские концерты) и Мирой Аройо (через общего друга). Благодаря схожим интересам в музыке, они сформировали электронную группу Ladytron в том же году. С тех пор Марни выступала в качестве ведущей вокалистки группы, а также она играет на синтезаторах и пишет песни.
24 мая 2012 года ее коллега по группе Ladytron Даниэль Хант объявил, что в августе 2012 года он выпустит сольный альбом Марни в Исландии.
16 сентября 2012 года Марни создала учетную запись в PledgeMusic, для помощи в финансировании и создании ее альбома. Альбом был выпущен в 2012 году в Рейкьявике, Исландия, ее коллегой по группе Даниэлем Хантом в сотрудничестве с исландским музыкантом Барди Юханссоном. Что касается ее альбома, Марни сказала, что она хотела «создать электронный альбом с большим количеством поп-музыки и чистым вокалом».
Марни сняла свой первый сольный видеоклип 30 апреля в Глазго с группой друзей. 16 мая 2013 года она выложила обложку и объявила название альбома, который именовался Crystal World. 29 мая 2013 года состоялась премьера на YouTube музыкального видео, срежиссированного Майклом Шеррингтоном для ее дебютного сингла в качестве сольного исполнителя, названного «The Hunter».
После некоторых задержек Марни выпустила свой дебютный альбом Crystal World 11 июня 2013 года. После того, как в июле 2013 года были выпущены копии PledgeMusic-CD-версии, Crystal World был выпущен на прилавки магазинов Les Disques Du Crépuscule в августе 2013 года.
В апреле 2014 года Марни записала альбом Record Store Day с ограниченным тиражом 12-дюймового сингла The Hunter Remixed, в котором были представлен микс стилей Стивена Морриса (из Joy Division / New Order) и электрорадикалов из Глазго Roman Nose, а также альбомная версия песни плюс микс Sugarland от Марка Ридера. Сингл продавался ограниченным тиражом в 500 экземпляров в прозрачном виниле. В тот же день она также выпустила в качестве режиссера клип Джеймса Слейтера «Hearts on Fire».
9 сентября 2014 года она представила новый сингл под названием «Wolves» из предстоящего второго сольного альбома, первоначально запланированного к выпуску в 2015 году. Песня была выпущена Джонни Скоттом и была выпущена в iTunes 14 сентября 2014 года. Музыкальное видео было опубликовано на YouTube 17 сентября, клип был совместно срежиссирован Марни и Майклом Шеррингтоном. 18 апреля 2015 года «Wolves» с ремиксом Marsheaux были выпущены на 7-дюймовом виниле в ограниченном тираже (500 экземпляров).
В 2015 году Марни исполнила вокальную партию на песне Bang Gang «Silent Bite». В 2016 году она сотрудничала с музыкантом Р. М. Хаббертом в песне «Sweet Dreams».
24 января 2017 года она выпустила первый сингл под названием «Alphabet Block» из будущего второго сольного альбома «Strange Words and Weird Wars». Второй сингл «Lost Maps» был выпущен 30 марта, а музыкальное видео на него спустя день.

## Личная жизнь
В 2011 вышла замуж. Она живёт в Лондоне, Англия. Её рост 168 см. (5’6").